# Yaginumanis
Yaginumanis Wanless, 1984 è un genere di ragni appartenente alla famiglia Salticidae.

## Etimologia
Il genere porta questo nome in onore dell'aracnologo giapponese Takeo Yaginuma (1916-1995).

## Distribuzione
Le tre specie oggi note di questo genere sono state ritrovate in Cina e nel Giappone.

## Tassonomia
Gli esemplari esaminati da Wanless nel 1984 per la descrizione della specie tipo sono quelli di Spartaeus sexdentatus (Yaginuma, 1967).
A giugno 2011, si compone di tre specie:
- Yaginumanis cheni Peng & Li, 2002 — Cina
- Yaginumanis sexdentatus (Yaginuma, 1967)[2] — Giappone
- Yaginumanis wanlessi Zhang & Li, 2005 — Cina